# Хилдегарда Бингенска
Хилдегарда Бингенска (Бермерсхајм фор дер Хее, 16. септембар 1098 — Бинген на Рајни, 17. септембар 1179) је била немачка часна сестра, мистик, аутор и композитор. Она се сматра оснивачем научне природне историје у Немачкој.
Њена монашка заједница ју је изабрала за magistra (мајка претпостављена) 1136. године. Основала је манастире Рупертсберг 1150. и Ајбинген 1165. године. Хилдегарда је писала теолошка, ботаничка и медицинска дела, као и писма, химне и антифоне за литургију. Писала је песме и надгледала минијатурна илуминација у Рупертсберговом рукопису свог првог дела, Scivias. Више је сачуваних песама Хилдегарде него било ког другог композитора из целог средњег века, а она је један од ретких познатих композитора који је написао и музику и речи. Једно од њених дела, Ordo Virtutum, је рани пример литургијске драме и вероватно најстарија преживела морална драма  Позната је по проналаску конструисаног језика познатог као Lingua Ignota.
Иако је историја њене формалне канонизације компликована, регионални календари Римокатоличке цркве су је вековима наводили као светицу. Папа Бенедикт XVI је 10. маја 2012. проширио литургијски култ Хилдегарде на целу Католичку цркву у процесу познатом као „еквивалентна канонизација“. 7. октобра 2012. именовао ју је за доктора Цркве, у знак признања „њене светости живота и оригиналности њеног учења“.

## Историја
Хилдегард је рођена у племићкој породици која је служила грофовима Спонхајма, блиским рођацима владарске породице Хоенштауфена. Како је била десето дете, болешљиво од рођења, када је напунила осам година, родитељи су је послали цркви као „десетину“ (врста пореза), како је било уобичајено у средњовековно време. Хилдегард је додељена на старање Јути, сестри грофа Мајнхарда од Спонхајма, близу Дизибоденсберг манастира у Немачкој. Јута је била изузетно популарна и сакупила је много следбеника тако да се самостански круг око ње проширио. Након Јутине смрти 1136, Хилдегард је изабрана за старешину заједнице и преселила групу у нов манастир у Рупертсбергу на Бингену на Рајни.
Од своје ране младости, Хилдегард је тврдила да има религиозне визија. Примила је пророчки позив Бога пет година након њеног избора за Мајку (старешину манастира) 1141, који је од ње захтевао „Пиши што видиш!“ У почетку је оклевала да описује своја провиђења, задржавајући их за себе. На крају, након што јој је здравље попустило од психичког терета, чланови њеног реда убедили су је да пише. Како су вести о њеним провиђењима постајале познате, 1140-их, папа Евгеније III је чуо за Хилдегард преко Бернарда од Клервоа. Да би утврдио да ли су њене визије заиста биле божански инспирисане, Папа је саставио комисију која је посетила Хилдегард. Комисија је прогласила за стварног мистика, уместо за поремећену особу.

## Радови
Своје визије, Хилдегарда је сакупила у три књиге: прва и најзначајнија Scivias ("Знати пут") завршену 1151, Liber vitae meritorum ("Књига животних заслуга") и De operatione Dei ("О божјим делањима") такође познату као Liber divinorum operum ("Књига пророчких радова"). У овим књигама, написаним током њеног живота, она испрва описује сваку визију а затим је објашњава. Опис њених визија је богато декорисан по њеним инструкцијама, а декорације су вероватно исцртале друге монахиње у самостану, док је помоћ у преписивању дао монах Волмар, са сликама визија. Њене интерпретације су обично прилично традиционалне католичке природе. Њени живописни описи физичких сензација које су пратиле њене визије дијагностиковане су од стране неуролога (укључујући популарног аутора Оливера Закса) као симптоми мигрене. Други су их видели само као живописне илустрације преовлађујуће црквене доктрине њеног времена које је подржавала, радије него као стварне визије. Књига је прослављена у Средњем веку и штампана први пут у Паризу 1513.
Скорашњи пораст интересовања за жене у Средњем веку је довео до популаризације Хилдегард, посебно њене музике. Око осамдесет композиција је сачувано, што је значајно већи опус од свих познатих средњовековних композитора. Међу познатијим радовима је Ordo Virtutum ("Ред врлина“ или „Игра Врлина“), врста раног ораторијума за женске гласове, са једним мушким гласом - гласом Ђавола. Написан је, као и сва остала њена музика, да би га изводиле монахиње њеног реда. Текст њених композиција користи форму модификованог средњовековног латинског језика јединственог за Хилдегард, за који је креирала много нових, састављених или скраћених речи. Сама музика је монофона, састављена за ограничену инструменталну пратњу, користећи обично панову фрулу и окарактерисана изузетним сопранским деоницама. Неколико рукописа њених радова насталих током њеног живота, укључујући илустровани Рупертсберг рукопис њеног првог великог дела, Scivias; Dendermonde Codex, који садржи једну верзију њених музичких дела; и рукопис из Гента, који је био први сајамски примерак направљен за уређивање њеног завршног теолошког дела, Liber Divinorum Operum. На крају њеног живота, и вероватно под њеним почетним вођством, сва њена дела су уређена и сакупљена у јединствени рукопис Riesenkodex.
Осим музике, Хилдегард је писала медицинске, ботаничке и геолошке трактате, и чак, измислила алтернативни алфабет. Због изума речи и конструисаног алфабета, многи је сматрају средњовековним претечом.
Хилдегардини медицински и научни списи, иако су тематски комплементарни са њеним идејама о природи израженим у њеним визионарским делима, различити су по теми и обиму. Ни једно ни друго не тврди да је укорењено у њеном визионарском искуству и његовом божанском ауторитету. Тачније, оне потичу из њеног искуства у помагању, а затим и вођењу манастирске биљне баште и амбуланте, као и из теоретских информација које је вероватно стекла кроз своје опсежно читање у манастирској библиотеци. Како је стицала практичне вештине у дијагностици, прогнози и лечењу, комбиновала је физичко лечење физичких болести са холистичким методама усредсређеним на „духовно лечење“. Постала је позната по својим лековитим моћима које су укључивале практичну примену тинктура, биљака и драгог камења. Комбиновала је ове елементе са теолошким појмом који је коначно изведен из Библије: све ствари које су на земљи служе људима. Поред практичног искуства, стекла је и медицинско знање, укључујући елементе своје хуморалне теорије, из традиционалних латинских текстова.
Она је каталогизирала и своју теорију и праксу у два рада. Први рад, Physica, садржи девет књига које описују научна и лековита својства разних биљака, камења, риба, гмизаваца и животиња. Такође се сматра да овај документ садржи прву забележену референцу употребе хмеља у пиву као конзерванса. Други, Causae et Curae, се бави истраживањем људског тела, његових веза са остатком природе и узрока и лечења разних болести. Хилдегард је документовала различите медицинске праксе у овим књигама, укључујући употребу крварења и кућних лекова за многе уобичајене болести. Она такође објашњава лекове за уобичајене повреде у пољопривреди као што су опекотине, преломи, дислокације и посекотине. Хилдегард је можда користила књиге за подучавање помоћника током свог живота у верским објектима. Ове књиге су историјски значајне јер приказују области средњовековне медицине које нису биле добро документоване јер су њихови практичари, углавном жене, ретко писале латински.
Поред свог богатства практичних доказа, Causae et Curae такође завређује пажњу по организационој шеми. Први део поставља дело у контекст стварања космоса, а затим човечанства као његовог врха, а стална интеракција људске личности као микрокосмоса, како физички тако и духовно, са макрокосмосом универзума информише читав Хилдегардин приступ. Њено обележје је да истакне виталну везу између „зеленог“ здравља природног света и холистичког здравља људске личности. Viriditas , или моћ озелењавања, сматрало се да одржава људска бића и да се њоме може манипулисати прилагођавањем равнотеже елемената унутар особе. Дакле, када је приступила медицини као врсти баштованства, то није била само аналогија. Уместо тога, Хилдегарда је схватала биљке и елементе баште као директне парњаке елементима у људском телу, чија је неравнотежа довела до болести и болести.
Скоро три стотине поглавља друге књиге Causae et Curae истражују етиологију или узроке болести, као и људску сексуалност, психологију и физиологију. У овом одељку она даје конкретна упутства за пуштање крви, на основу различитих фактора, укључујући пол, фазу месеца (крварење је најбоље урадити када месец опада), место болести (користите вене у близини оболелог органа или тела део) или превенцију (велике вене на рукама), и колико крви узети (описано у непрецизним мерењима, попут „количине коју жедан може да прогута у једном гутљају“). Она чак укључује и упутства за пуштање крви за животиње како би биле здраве. У трећем и четвртом делу Хилдегарда описује третмане малигних и лакших тегоба и болести према хуморалној теорији, поново укључујући информације о здрављу животиња. Пети одељак је о дијагнози и прогнози, који укључује упутства за проверу крви, пулса, урина и столице пацијента. Коначно, шести одељак документује лунарни хороскоп како би пружио додатна средства за прогнозу и за болест и за друга медицинска стања, као што су зачеће и исход трудноће. На пример, она указује да је растући месец добар за људско зачеће, а такође је добар и за сејање семена за биљке (сејање семена је биљни еквивалент зачећа). На другим местима, Хилдегарда је чак нагласила вредност кључања воде за пиће у покушају да спречи инфекцију.
Док Хилдегарда разрађује медицински и научни однос између људског микрокосмоса и макрокосмоса универзума, она се често фокусира на међусобно повезане обрасце четири: „четири елемента (ватра, ваздух, вода и земља), четири годишња доба, четири хумора, четири зоне земље и четири главна ветра." Иако је наследила основни оквир хуморалне теорије из античке медицине, њена концепција хијерархијске међуравнотеже четири елемента (крви, слузи, црне жучи и жуте жучи) била је јединствена, заснована на њиховој кореспонденцији са „супериорним " и "инфериорни" елементи - крв и слуз који одговарају „небеским” елементима ватре и ваздуха, и две жучи које одговарају "земаљским" елементима воде и земље. Хилдегард је схватила да је неравнотежа ових  елемената изазивач болести. Ова дисхармонија је последица потеза Адам и Ева у паду, која је за Хилдегарду означила неизбрисив улазак болести и неравнотеже у људски род.

## Визије
Хилдегарда је рекла да је први пут видела „Сјенку живе светлости” са три године, а са пет је почела да схвата да доживљава визије. Користила је израз visio (на латинском за 'визију') да опише ову особину свог искуства и препознала је да је то дар који није могла да објасни другима. Хилдегарда је објаснила да је све ствари видела у светлости Бога кроз пет чула: вид, слух, укус, мирис и додир. Хилдегарда је оклевала да подели своје визије, поверавајући се само Јути, која је заузврат рекла Волмару, Хилдегардином тутору, а касније и секретару. Током свог живота, наставила је да има много визија, а 1141. године, у доби од 42 године, Хилдегарда је добила визију за коју је веровала да је то упутство од Бога, да „запише оно што видиш и чујеш“. Још увек оклевајући да прибележи своје визије, Хилдегарда се физички разболела. Илустрације забележене у књизи Scivias биле су визије које је Хилдегард доживела, узрокујући јој велику патњу и невоље.
Седамнаестог септембра 1179. године, када је Хилдегарда умрла, њене сестре су тврдиле да су виделе два тока светлости како се појављују на небу и прелазе преко собе у којој је умирала.
Папа Евгеније је чуо за њене списе између новембра 1147. и фебруара 1148. на синоду у Триру. Из тога је добила папско одобрење да документује своје визије као откровења од Светог Духа, дајући јој тренутну веру.

## Значај
Хилдегард је била утицајна и моћна жена за средњовековно време. Комуницирала је са папама као што је Анастазије IV, државницима као Абот Зугер, немачким владарима као што је Фридрих I Барбароса и старешинама манастира као што је био Свети Бернар од Клервоа. Они су често молили за њене молитве за које се сматрало да су врло ефективне, или су је питали за мишљење. Често је путовала, држећи јавне говоре што је било готово незамисливо за жену у то доба.
Преписка коју је водила са спољним светом, како духовним тако и друштвеним чиниоцима друштва, превазилазила је манастир као простор духовне скучености и служила је за документовање Хилдегардиног великог стила и строгог форматирања средњовековног писања.
Због ограничења цркве на јавну, дискурзивну реторику, средњовековна реторичка уметност укључивала је проповедање, писање писама, поезију и енциклопедијску традицију. Хилдегардино учешће у овим уметностима говори о њеном значају као реторичарке, која превазилази ограничења и забране женског друштвеног учешћа и тумачења Светог писма. Прихватање јавне проповеди од стране жене, чак и игуманије са добрим везама и признатог пророка, не одговара стереотипу овог времена. Њена проповед није била ограничена само на манастире; јавно је проповедала 1160. у Немачкој. Одржала је четири проповедничке турнеје широм Немачке, говорећи и свештенству и лаицима у каптолским кућама и у јавности, углавном осуђујући свештеничку корупцију и позивајући на реформу.
Дајући допринос хришћанској реторској традицији Европе, Хилдегарда је „ауторизовала себе као теолога“ кроз алтернативне реторичке вештине. Хилдегарда је била креативна у тумачењу теологије. Сматрала је да њен манастир треба да искључи искушенике који нису били из племства јер није желела да се њена заједница дели на основу друштвеног статуса.discussion in Alfred Haverkamp, "Tenxwind von Andernach und Hildegard von Bingen: Zwei "Weltanschauungen" in der Mitte des 12. Jahrhunderts," in Institutionen, Kultur und Gesellschaft im Mittelalter: Festschrift für Josef Fleckenstein. Jan Thorbecke Verlag: Sigmaringen. 1984., ed. Lutz Fenske, Werner Rösener, and Thomas Zotz , 515–48;</ref> Такође је изјавила да „жена можда јесте направљена од мушкарца, али ниједан мушкарац не може бити без жене“.
Многи монаси су је питали за молитве и мишљења о разним стварима. Она је много путовала током своје четири проповедничке туре. Имала је неколико оданих следбеника, укључујући Гибера од Гемблоуа, који јој је често писао и постао њен секретар након Волмарове смрти 1173. Хилдегарда је такође утицала на неколико монахиња, тако је размењивала писма са  Елизабетом од Шенауа.
Хилдегарда се дописивала са папама као што су папа Евгеније III и папа Анастасије IV, државницима као што је опат Сугер, немачким императорима као што је Фридрих I Барбароса, и другим личностима као што је Бернард од Клервоа, који је унапредио њен рад, по налогу свог опата Куноа, на синоду у Триру 1147. и 1148. године. Преписка Хилдегарде из Бингена је важна компонента њеног књижевног опуса.
Хилдегард је једна од првих светица за које је канонизација званично започета, али је процес трајао тако дуго да сва четири покушаја канонизације (последњи је био 1244 под Иноћентијем III нису успела. Ипак, она је била звана светицом у народу и пре него што је канонизација почела. Као резултат дугорочне посвећености народа, њено је име уздигнуто у ранг свеца у XVI веку без формалног процеса канонизације. Њен дан је 17. септембра (пост). Ковчег са њеним реликвијама чува се у њеном другом манастиру у Ајбингену близу Ридесхајма на Рајни. Такође се појављује у календару светаца разних англиканских цркава, као што је календар Енглеске цркве, у којој се обележава 17. септембра.

### Савремено доба
У савременом периоду, Хилдегарда је постала посебно интересантна за проучаваоце феминизма. Оне примећују њено спомињање себе као припаднице слабијег пола и прилично константно омаловажавање жена. Хилдегарда је себе често називала неученом женом, потпуно неспособном за библијску егзегезу. Таква њена изјава је, међутим, лукаво ишла у њену корист, јер је учинила њене изјаве да су сви њени списи и музика потекли из визија Божанског уверљивијим, дајући Хилдегарди на тај начин овлашћење да говори у време и на месту где мало жена био је дозвољен глас. Хидегард је користила свој утицај да појача црквену осуду институционалне корупције, посебно симоније.
Хилдегарда је такође постала предмет поштовања у савременом Њу ејџ покрету, највише због свог холистичког и природног погледа на лечење, као и због свог статуса мистика. Иако су њени медицински списи дуго били занемарени, а затим, проучавани без осврта на  контекст. По њој су именовани холистички приступи медицини и холистичке организације. Њену репутацију медицинске списатељице и исцелитељке ране феминисткиње су такође користиле да се залажу за права жена да похађају медицинске школе.
О реинкарнацији Хилдегарде се расправља од 1924. године када је аустријски мистик Рудолф Штајнер држао предавање да је монахиња по њеном опису била прошли живот руског песника-филозофа Владимира Соловјева чије се визије Свете Премудрости често пореде са Хилдегардиним. Софиолог Роберт Пауел пише да херметичка астрологија доказује подударање, док мистичне заједнице у Хилдегардиној линији укључујући уметника Карла Шредера коју је проучавала социолог из Колумбије Кортни Бендер и коју су подржали истраживачи реинкарнације Валтер Семкив и Кевин Риерсон.
Снимци и извођења њених композиција привукли су критике и популарност од 1979. године.

## Преводи дела
Њене књиге и други радови који су преведени на енглески језик укључују:
- Causae et Curae (Holistic Healing). Trans. by Manfred Pawlik and Patrick Madigan. Edited by Mary Palmquist and John Kulas. Collegeville, MN: Liturgical Press, Inc., 1994.
- Causes and Cures of Hildegard of Bingen. Trans. by Priscilla Throop. Charlotte, VT: MedievalMS, 2006, 2008.
- Homilies on the Gospels. Trans. by Beverly Mayne Kienzle. Trappist, KY: Cistercian Publications, 2011.
- Physica. Trans. Priscilla Throop. Rochester Vermont: Healing Arts Press, 1998.
- Scivias. Trans. by Columba Hart and Jane Bishop. Introduction by Barbara J. Newman. Preface by Caroline Walker Bynum. New York: Paulist Press, 1990.
- Solutions to Thirty-Eight Questions. Trans. Beverly Mayne Kienzle, with Jenny C. Bledsoe and Stephen H. Behnke. Collegeville, MN: Cistercian Publications / Liturgical Press, 2014.
- Symphonia: A Critical Edition of the Symphonia Armonie Celestium Revelationum (Symphony of the Harmony of Celestial Revelations), ed. and trans. Barbara Newman. Cornell University Press, 1988/1998.
- The Book of the Rewards of Life. Trans. Bruce Hozeski. New York : Oxford University Press, 1997.
- The Letters of Hildegard of Bingen. Trans. by Joseph L. Baird and Radd K. Ehrman. 3 vols. New York: Oxford University Press, 1994/1998/2004.
- Three Lives and a Rule: the Lives of Hildegard, Disibod, Rupert, with Hildegard's Explanation of the Rule of St. Benedict. Trans. by Priscilla Throop. Charlotte, VT: MedievalMS, 2010.
- Two Hagiographies: Vita sancti Rupperti confessoris. Vita sancti Dysibodi episcopi.. Intro. and trans. Hugh Feiss, O.S.B.; ed. Christopher P. Evans. Paris, Leuven, Walpole, MA: Peeters, 2010.
- Hildegard of Bingen. (16. 10. 2018). The Book of Divine Works. CUA Press. ISBN 978-0-8132-3129-7.. Trans. by Nathaniel M. Campbell. Washington, D.C.: The Catholic University of America Press, 2018.
- Sarah L. Higley. (2007). Hildegard of Bingen's Unknown Language: An Edition, Translation, and Discussion. New York: Palgrave Macmillan. ISBN 978-1-4039-7673-4..
- Silvas, Anna. (1998). Jutta and Hildegard: The Biographical Sources. University Park, PA: The Pennsylvania State University Press. ISBN 978-0-271-01954-3.

### Примарини извори
Издања Хилдегардиних радова
- Hildegardis Bingensis (2015). Opera minora. Turnhout: Brepols. ISBN 978-2-503-54837-1.. II. edited by C.P. Evans, J. Deploige, S. Moens, M. Embach, K. Gärtner, Corpus Christianorum Continuatio Mediaevalis CCCM 226A.
- Hildegardis Bingensis (2007). Opera minora. Turnhout: Brepols. ISBN 978-2-503-05261-8.. edited by H. Feiss, C. Evans, B.M. Kienzle, C. Muessig, B. Newman,Dronke, Corpus Christianorum Continuatio Mediaevalis CCCM 226.
- (Bingensis), Hildegardis (2012). Lieder. Beuroner Kunstverlag. ISBN 978-3-87071-263-1. Пронађени су сувишни параметри: |author= и |last1= (помоћ). Edited by Barbara Stühlmeyer. Beuroner Kunstverlag. .
- Lieder (Otto Müller Verlag Salzburg 1969: modern edition in adapted square notation)
- Marianne Richert Pfau (1990). Hildegard von Bingen: Symphonia.. 8 volumes. Complete edition of the Symphonia chants.. (Bryn Mawr, Hildegard Publishing Company).
- Beate Hildegardis Cause et cure, ed. L. Moulinier (Berlin, Akademie Verlag, 2003)
- Epistolarium pars prima I–XC. Turnhout: Brepols. 1991.. edited by L. Van Acker, Corpus Christianorum Continuatio Mediaevalis CCCM 91A.
- Epistolarium pars secunda XCI–CCLr. Turnhout: Brepols. 1993.. edited by L. Van Acker, Corpus Christianorum Continuatio Mediaevalis CCCM 91A.
- Epistolarium pars tertia CCLI–CCCXC. Turnhout: Brepols. 2001.. edited by L. Van Acker and M. Klaes-Hachmoller, Corpus Christianorum Continuatio Mediaevalis XCIB.
- Scivias. Turnhout: Brepols. 2003.. A. Führkötter, A. Carlevaris eds., Corpus Christianorum Scholars Version vols. 43, 43A.
- Liber vitae meritorum. Turnhout: Brepols. 1995.. A. Carlevaris ed. Corpus Christianorum Continuatio Mediaevalis CCCM 90.
- Liber divinorum operum. Turnhout: Brepols. 1996.. A. Derolez andDronke eds., Corpus Christianorum Continuatio Mediaevalis CCCM 92.
- Hildegard of Bingen (2010). Two Hagiographies: Vita sancti Rupperti confessoris, Vita sancti Dysibodi episcopi. Leuven and Paris: Peeters.. ed. and trans. Hugh Feiss & ChristopherEvans, Dallas Medieval Texts and Translations 11.
- Hildegard, Saint; Higley, Sarah L. (15. 12. 2007). Hildegard of Bingen's Unknown Language: An Edition, Translation, and Discussion. Palgrave Macmillan. ISBN 9781403976734.. ed. Sarah Higley (2007) (the entire Riesencodex glossary, with additions from the Berlin MS, translations into English, and extensive commentary)

Рани рукописи
- Wiesbaden, Hessische Landesbibliothek, MS 2 (Riesen Codex) or Wiesbaden Codex (c. 1180–85)
- Dendermonde, Belgium, St.-Pieters-&-Paulusabdij Cod. 9 (Villarenser codex) (c. 1174/75)
- Leipzig, University Library, St. Thomas 371
- Paris, Bibl. Nat. MS 1139
- München, University Library, MS 2∞156

### Други извори
- Friedrich Wilhelm Emil Roth (1965). „Glossae Hildigardis”.  Ур.: Elias Steinmeyer and Eduard Sievers eds. Die Althochdeutschen Glossen. стр. 390—404.. vol. III. Zürich: Wiedmann, 1895.
- Analecta Sanctae Hildegardis, in Analecta Sacra vol. 8 edited by Jean-Baptiste Pitra (Monte Cassino, 1882).
- Patrologia Latina vol. 197 (1855).
- Explanatio Regulae S. Benedicti
- Explanatio Symboli S. Athanasii
- Homeliae LVIII in Evangelia.
- Hymnodia coelestis.
- Ignota lingua, cum versione Latina
- Liber divinorum operum simplicis hominis (1163–73/74)
- Liber vitae meritorum (1158–63)
- Libri simplicis et compositae medicinae.
- Physica, sive Subtilitatum diversarum naturarum creaturarum libri novem
- Scivias seu Visiones (1141–51)
- Solutiones triginta octo quaestionum
- Tractatus de sacramento altaris.